# Juventus Training Center (Vinovo)
El Juventus Training Center, conocido simplemente como JTC Vinovo debido a su ubicación, es un centro deportivo propiedad del club de fútbol italiano Juventus de Turín.
Diseñado por los estudios GAU e Shesa, e inaugurado el 15 de julio de 2006 como Juventus Center, está dividido principalmente entre la zona de entrenamiento, dedicada a la actividad física, y la zona de medios y patrocinadores, reservada para los medios de comunicación de masas. 
Considerado como uno de los centros deportivos más modernos del mundo, acogió los entrenamientos del primer equipo masculino de la Juventus desde 2006 hasta 2018. Acoge los partidos y los entrenamientos del primer equipo femenino, los entrenamientos del segundo equipo masculino y la mayor parte de las actividades de la cantera de la Juventus, tanto masculina como femenina. También ha servido ocasionalmente como campo de entrenamiento de la selección nacional italiana.
El centro deportivo está situado en vía Stupinigi 182, en Vinovo, un municipio del área metropolitana de Turín.

## Historia

### Diseño y construcción
En el año 2000, la Juventus, ante las dificultades para llegar a un acuerdo con el Ayuntamiento de Turín para la compra del Estadio de los Alpes y sus alrededores, se planteó la posibilidad de abandonar la ciudad si las negociaciones no tenían éxito. Se propusieron varias soluciones: una de ellas consistía en construir un nuevo estadio en el hipódromo de Vinovo,  que formaría parte de un complejo reservado para la Juventus, o, como alternativa, construir simplemente un centro deportivo con campos de entrenamiento, una clínica médico-deportiva y un centro comercial.
En febrero de 2001, tras la suspensión de las negociaciones para la adquisición del área de Continassa, futuro campo de entrenamiento del primer equipo y del sector juvenil que hasta entonces se realizaban en el complejo Sisport de Orbassano, la Juventus presentó a los ayuntamientos de Nichelino y Vinovo una solicitud de concesión para utilizar una superficie de 167 500 m² en el terreno donde se encontraba el hipódromo, situado entre los citados municipios en la zona comprendida entre la vía Debouché (Municipio de Nichelino) al oeste, la vía Scarrone (Municipio de Nichelino) al norte y la S.P. 143 (Municipio de Vinovo) al sur —a 14 km del centro de la ciudad de Turín— con la finalidad de proporcionar al club un moderno patrimonio inmobiliario que permitiera el desarrollo de actividades deportivas con 115 000 m² adyacentes a la estructura (por crear) destinada a la promoción comercial conocida como «Mondo Juve» y, por último, 21 000 m² que se dedicarían a diversas actividades de la sociedad incluyendo un centro de medicina deportiva. Inicialmente llamado «Centro de Entrenamiento Juventus», tres meses más tarde una reedición del plan original obtuvo la concesión y la autorización para el inicio de los trabajos de construcción.
Debido a la reorganización de la estructura de la red de carreteras que conecta a los municipios de Nichelino y Vinovo, y una investigación sobre la zona en la que se iba a construir el área comercial Mondo Juve que serían vendidos al hipódromo de Vinovo en 2010, las actividades relacionadas con la construcción de los campos de entrenamiento de la Juventus fueron suspendidas hasta mayo de 2003, cuando el club obtuvo la aprobación final de las autoridades municipales y regionales. Once meses después comenzaron los trabajos de construcción, que duraron dos años y que estuvieron a cargo de los estudios arquitectónicos GAU y Shesa. El nuevo centro de entrenamiento de la Juventus fue inaugurado en 2006 por el entonces presidente del club Giovanni Cobolli Gigli en una superficie inicial de 40 000 m², de los cuales 6000 m² estaban cubiertos.

### Expansión de la superficie
En diciembre de 2014 la sociedad bianconera adquirió una superficie adicional de 22 900 m² adyacente al centro por €10 800 000, la cual será utilizada para una eventual ampliación de su infraestructura para el usufructo del sector juvenil del club, que posteriormente se reestructuró. Finalmente, en julio de 2016, ejerció la recompra del centro deportivo mediante el pago de la deuda y la cancelación de la hipoteca, que entonces estaba en manos del banco Unicredit Leasing. Anteriormente, era administrado por la empresa Campi di Vinovo S.p.A., controlando el 71,3 % del club turinés a partir del año 2003.
El JTC de Vinovo, dado el traslado del primer equipo masculino al nuevo y homónimo centro deportivo de Continassa, pasó a ser desde el verano de 2018 de uso exclusivo para los entrenamientos de la mayoría de los equipos del sector juvenil de la Juventus, el segundo equipo masculino, así como las competiciones (desde 2017) y los entrenamientos del primer equipo femenino.
De 2012 a 2017, también acogió las actividades deportivas-académicas del J-College.

## Infraestructura

### Área deportiva
El área de entrenamiento comprende:
- ocho campos de fútbol de medidas reglamentarias:

- el «Campo Ale & Ricky» (dedicado a la memoria de Alessio Ferramosca y Riccardo Neri, futbolistas de la cantera de la Juventus fallecidos a causa de un trágico y fortuito accidente en el campo), cuenta con superficie de césped artificial y tribuna cubierta con 200 asientos (un total de 498 si se tienen en cuenta también las plazas de pie), reservado para los partidos en casa de la Juventus Femenina y de los equipos Sub-19, 17, 16 y 15, así como para los entrenamientos de los equipos Sub-19 de la Juventus y los eventos de equipos juveniles y escuelas de fútbol;
- un campo con césped natural con una tribuna cubierta para 400 espectadores;
- cinco campos con superficie de césped natural, dos de los cuales, donde entrenan la Juventus Femenina y la Sub-23, equipados con sistema de calefacción;
- un campo con césped sintético;

- una piscina con sistema de natación contracorriente e hidromasaje;
- un centro de fisioterapia;
- un gimnasio de calentamiento y muscular;
- un campo de fútbol-tenis;
- ocho vestuarios (uno para el equipo femenino y uno para el equipo sub-23, y los seis restantes para los equipos juveniles);
- dos almacenes.

### Área direccional
El centro de medios de comunicación comprende:
- un internado;
- un centro de medicina deportiva;
- una sala para reuniones técnicas;
- los estudios de televisión de Juventus TV;
- una sala de prensa, que puede albergar hasta 30 periodistas para las conferencias de prensa.